# Господин Дийдс отива в града
„Господин Дийдс отива в града“ (на английски: Mr. Deeds Goes to Town) е американска комедия, излязла по екраните през 1936 година, режисирана от Франк Капра с участието на Гари Купър и Джийн Артър. Сценарият написан от Робърт Рискин е базиран на повестта „Оперна шапка“ от Кларънс Бъдингтън Келанд.

## Сюжет
Лонгфелоу Дийдс е дребен провинциален бизнесмен с хоби свиренето на туба. Един ден, той е открит от пълномощник на починалия си богат чичо, който му съобщава, че е наследник на 20 милиона долара. Дийдс заминава за Ню Йорк, където му се налага да се оправя с тарикатите от големия град и всевъзможните интриги предизвикани от наследството.

## В ролите
| Изпълнител       | Роля            |
| ---------------- | --------------- |
| Гари Купър       | Лонгфелоу Дийдс |
| Джийн Артър      | Лоуиз Бенет     |
| Джордж Банкрофт  | Макуейд         |
| Лайонел Стандър  | Корнелиус Коб   |
| Дъглас Дъмбърайл | Джон Сидър      |
| Реймънд Уолбърн  | Уолтър          |
| Х.Б. Уорнър      | съдия Мей       |
| Рут Донъли       | Мейбъл Даусън   |
| Уолтър Катлет    | Мороу           |
| Джон Рей         | фермер          |

## Награди и Номинации
„Господин Дийдс отива в града“ е сред основните заглавия на деветата церемония по връчване на наградите „Оскар“ с номинации за награда в пет категории, включително за „Най-добър филм“. Произведението донася „Оскар“ на Франк Капра в категорията за най-добър режисьор.